# Relations entre la Corée et le Japon

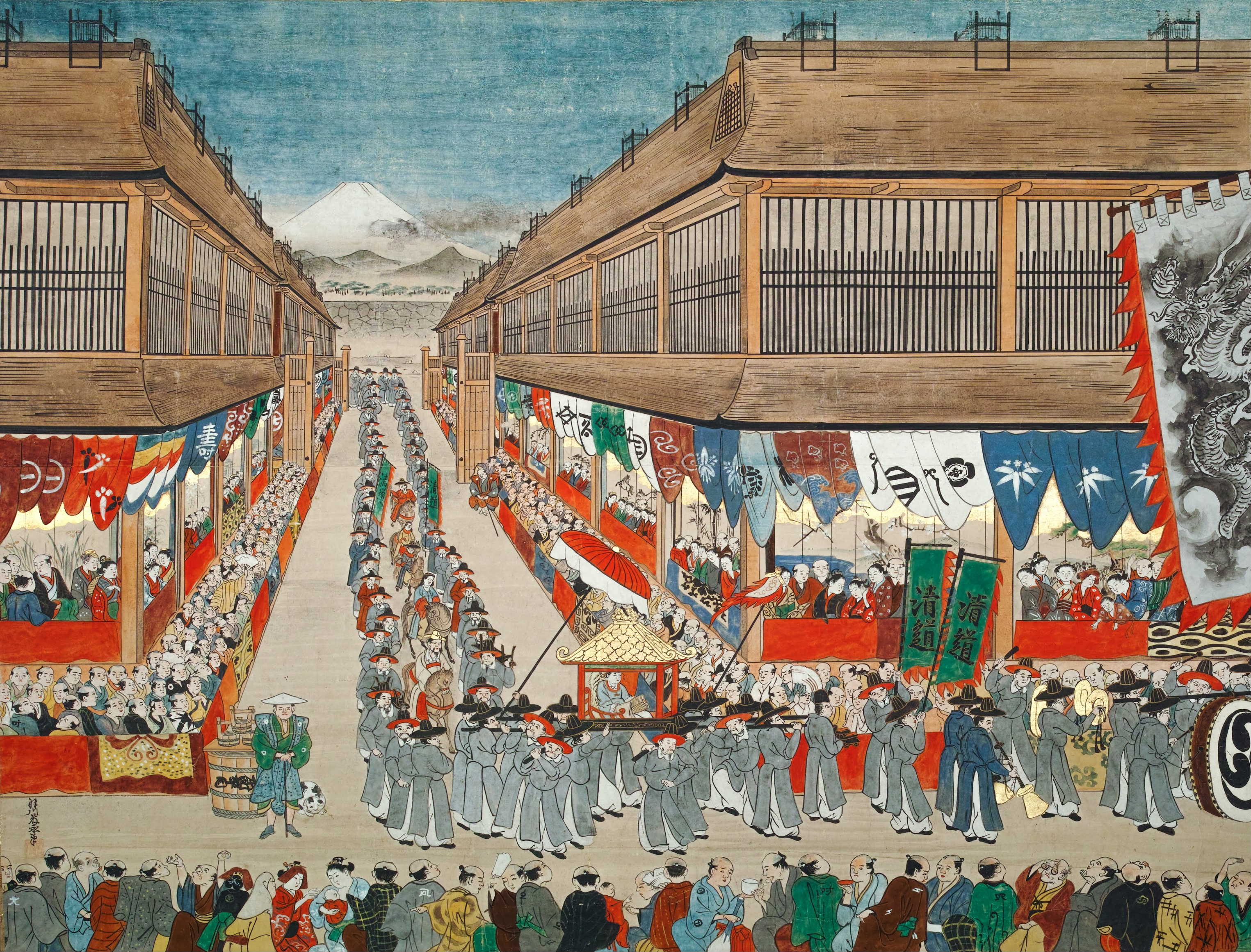
Peinture japonaise de Tōei Hanegawa représentant la procession en 1748 des missions Joseon à Edo au Japon.

Cet article traite des relations entre les États coréens (Corée unie avant 1948, Corée du Sud et Corée du Nord après) et le Japon. Il réside aujourd'hui une minorité coréenne de 600 000 personnes au Japon. Il existe de nombreux différends entre les Corées et le Japon toujours d'actualité.

## Histoire

### Préhistoire et période antique
Des relations politiques existent entre le Japon de la période Kofun et les trois Royaumes de Corée. Dès le Ve siècle, des alliances militaires se forgent avec Baekje et des troupes japonaises interviennent dans la péninsule pour combattre contre les royaumes de Silla et du Koguryo. C'est via ces alliances que des artisans qualifiés entrent au Japon, et apportent avec eux des technologies comme le tissage de la soie, la fabrication de papier, la fonte de métaux, etc.
Lorsque le bouddhisme fait son entrée au Japon vers le VIe siècle, l'empereur Kinmei reçoit une statue de Bouddha ainsi que des sutras de la part du roi coréen Kudara en 538 ou 552. Au début du VIIe siècle, l'État se modernise en mettant en œuvre plusieurs réformes inspirées de celles des monarchies coréennes et de la dynastie Sui, en Chine. En 600 et en 623 le Japon envoie des troupes en Corée, mais celles-ci sont défaites.
La Chine des Tang entreprend au milieu du VIIe siècle de conquérir la péninsule coréenne, avec le soutien militaire de Silla. Sortant de sa position de neutralité, le pouvoir japonais s'allie au royaume coréen de Baekje et organise une intervention militaire afin de reprendre pied dans la péninsule. La coalition chinoise met fin à ses ambitions en 663 lors de la bataille de Hakusukinoe. Vaincu, le gouvernement japonais cherche par la suite à apaiser la situation en envoyant deux ambassades aux Tang en 665 et 669. Les conflits dans la péninsule ont cependant pour effet d'inciter de nombreux immigrés qualifiés à émigrer, ce qui favorise le transfert de techniques et de modes de pensées et d'organisation. Les relations avec la Corée des Silla sont tendues, mais des ambassades sont cependant échangées. La Corée agit comme un intermédiaire entre le Japon et la Chine. Des relations sont aussi entretenues avec le royaume de Parhae qui succède au royaume de Koguryo, et une première ambassade arrive à Heijō-kyō en 727. Trente suivent jusqu'en 926 ; le Japon en envoie treize lors de la même période.

### Occupation de la Corée par le Japon
À la suite de la Guerre sino-japonaise (1894-1895) conclue par le traité de Shimonoseki, et de la Guerre russo-japonaise (1904-1905) conclue par le traité de Portsmouth, la Corée devient un protectorat japonais. Le Traité d'annexion de la Corée signé en 1910 aboutit à la colonisation japonaise. Il sera même alors question de construire un tunnel sous-marin Japon-Corée.
L'annexion de la Corée par le Japon s'appuya, entre beaucoup d'autres, sur la thèse d'anthropologie physique selon laquelle les Japonais partageaient des origines communes avec les Coréens, justifiant la réunion de ce qui s'apparentait alors à « un seul et unique peuple ».
La situation se maintient jusqu'à la fin de la Seconde Guerre mondiale et la reddition du Japon le 15 août 1945 (Gyokuon-hōsō). La Corée fut alors divisée en deux zones d'occupation administrées par l'Union soviétique et les États-Unis.